# Künstlerkolonie Gothmund
Die Künstlerkolonie Gothmund bestand ab dem Ende des 19. Jahrhunderts im Fischerdorf Gothmund am Ufer der Trave zwischen Lübeck und Travemünde.

## Geschichte
Ende des 19. Jahrhunderts entstanden in Deutschland im Zusammenhang mit der europaweiten Hinwendung zur Freiluftmalerei zahlreiche Künstlerkolonien. Dazu zählt auch das 1502 erstmals erwähnte Fischerdorf Gothmund an der Trave, in dem sich Studierende aus den Kunsthochschulen von Weimar, Karlsruhe und Düsseldorf sowie der Lübecker Kunstschule aufhielten. Sie wohnten bei Gothmunder Fischern oder im benachbarten Israelsdorf bei Wirtsleuten.

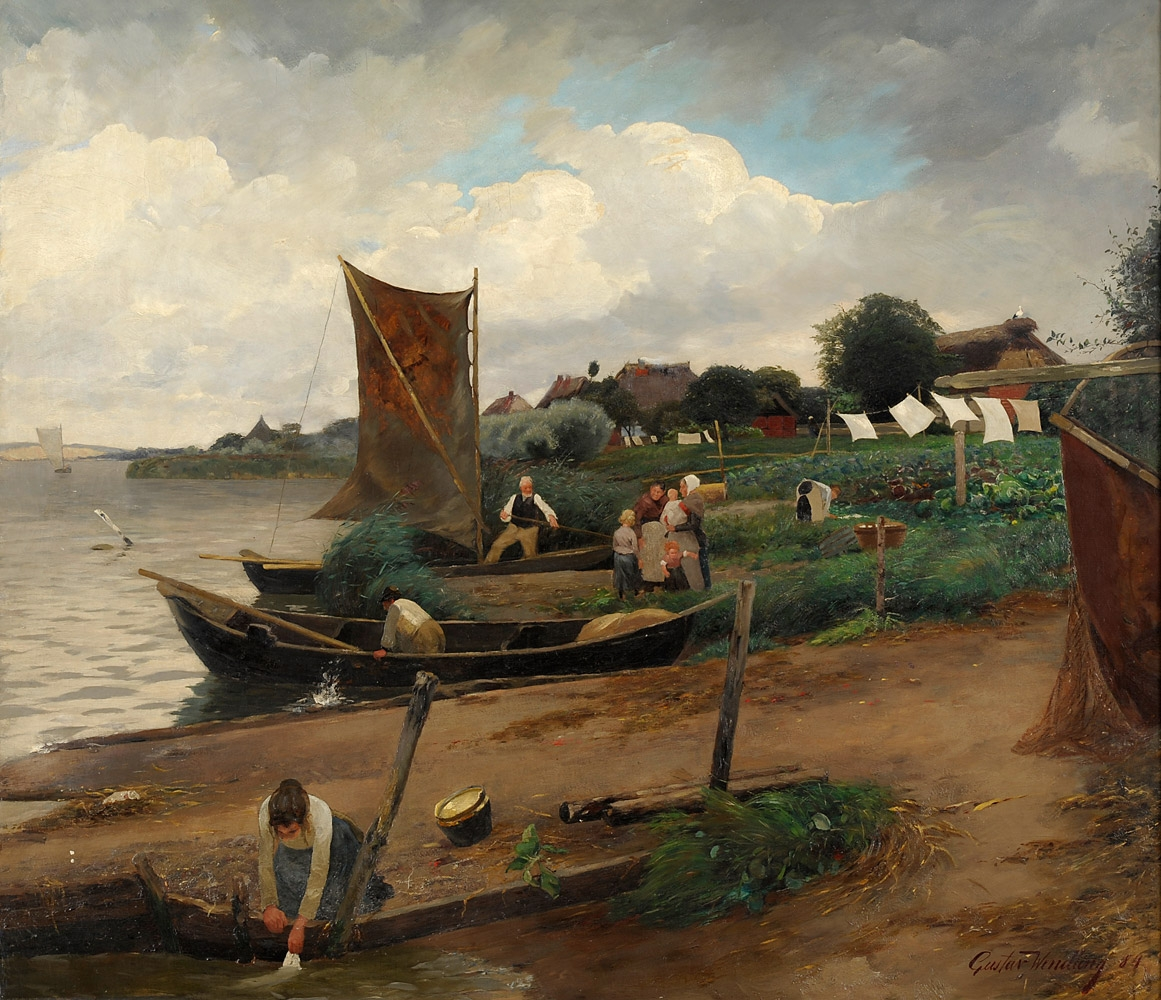
Gustav Wendling: Fischerdorf Gothmund (1884)

Als die ersten, die sich in Gothmund einquartierten und dort arbeiteten, können die Maler Gustav Wendling, der bereits 1884 dort gemalt hat, Ernst Eitner, Max Wieczorek und Andreas Dirks angesehen werden. Sie kamen erstmals im Sommer 1889 nach und nach gemeinsam nach Gothmund. Hierzu Jan Zimmermann: Mit dem Besuch der vier Maler im Juni 1889 begann die kurze Blüte der Künstlerkolonie. Mehr als die Schilderung Eitners ist über sie nicht bekannt. Die Nachforschungen Heiko Jäcksteins sind daher umso wichtiger, erbringen sie doch immer wieder neue und überraschende Erkenntnisse.
Ein Großbrand vier Jahre später vernichtete über ein Drittel des Dorfes, und die anfängliche Idee, ein zweites Worpswede zu schaffen, ließ sich nicht verwirklichen. Es blieb bei kurzzeitigen Aufenthalten. Die Maler kamen auch in den Folgejahren nach Gothmund, um sich gegenseitig zu inspirieren, wie z. B. die bis 1938 datierten Skizzenbücher Ernst Eitners belegen. Gothmund war als Ort künstlerischer Arbeit entdeckt worden und reihte sich so ein „in die Kette der von Malern besuchten Orte von den Niederlanden bis zur Ostsee“.
Die idyllischen Reize des Fischerdorfs an der Trave haben die Maler angelockt. Es hauste dort eine Malerkolonie, etwa zur gleichen Zeit, wo die Worpsweder durch ihre Werke Aufsehen erregten...
In die Heimat kehrte Johann Wilhelm Jürgens immer wieder zurück und während eines Sommers kam er mit einer ganzen Schar von Berufsgenossen in das traute Fischerdorf Gothmund zu malen...
Ernst Eitner berichtete nach dem Abbruch einer Studienreise in Norwegen 1889: ...die Karlsruher fuhren betrübt heim, und zuletzt blieben nur Wendling und ich übrig. "Was wollen Sie jetzt tun?" fragte mich W. "Ich muß wieder Lithograph sein in Hamburg," war meine Antwort. "Das wäre zu schade," meinte W. "Kommen Sie mit mir nach Gothmund, da weiß ich einen Wirt, der pumpt, da malen wir beide Studien!" – Wir also 4. Klasse nach Lübeck und uns in Gothmund eingenistet bei Mutter Schnoor. Damals ging das noch. Dreist hockten wir da, machten uns keine Sorgen und malten. Ich lernte viel Gutes von Wendling. Das war nun ein großer Unterschied, dies stille Leben bei den Fischern an der Trave gegen die norwegische Unruhe. Ich machte Aquarelle und finde sie heute noch gut. In Karlsruhe machten sie Aufsehen bei den Kollegen und Lehrern...Es kamen nach und nach noch 2, 3 Kollegen aus Weimar (Anmerkung: u. a.  Andreas Dirks), so daß allerlei los war...Wir machten zwischendurch in den schweren Fischerkähnen Ausflüge auf der Trave, zum Teil oft nur in Morgenschuhen!
Als Eitner sich im Sommer 1889 erneut anschickte, in Hamburg..., überredete ihn der aus Braunschweig stammende Studienkollege Gustav Wendling, ihn in das abgelegene Fischerdorf Gothmund bei Lübeck zu begleiten, das Mitte der 1880er Jahre für die Kunst entdeckt worden war...
Gustav Wendling schrieb am 1. Februar 1890 aus Gothmund an Ernst Eitner: Das Neueste ist, daß Kalckreuth mit 2 bis 3 seiner Schüler nach Gothmund angeschneit kommt. Der Maler Sophus Hansen soll einer der Schüler gewesen sein.
Im Frühjahr 1891 schrieb Sophus Hansen an seine Eltern: Nissen und Haeckel gehen jetzt fort nach den Fischerdörfern bei Lübeck zum Studieren ... die anderen wollen mich auch gerne mithaben...es lebt sich ja im Gegenteil dort im Dorf viel billiger und man arbeitet auch doch noch mehr dort, wo wir nur zu viert sind und gar keine Abschaltung haben.
Im Oktober 1892 reiste Arp in das abgelegene Fischerdorf Gothmund bei Lübeck, in dem sich Künstler aus Karlsruhe und Weimar trafen und zu einer kleinen Künstlerkolonie vereinten...
Konrad Mahlfeld schreibt im Werkkatalog Band III von Paul Müller-Kaempff : Die Zeichnungen Z 1918-1 und 4 (siehe Band II; S. 167) und die Zeichnungen Z undat. 18 und 19 (siehe Band II; S. 171) lassen sich topografisch der Künstlerkolonie Gothmund zuordnen... Müller-Kaempff war dort 1918 zu Gast. Auf den ersten beiden Zeichnungen hatte er die alte knorrige Eiche in Israelsdorf festgehalten... mit der dahinterliegenden Kate. Unter anderem verarbeitete Carl Malchin dieses Motiv. Das Gemälde gehört dem Staatlichen Museum Schwerin. Bereits vorher, im Jahre 1902, war Friedrich Wachenhusen im Ort. Und es ist sehr wahrscheinlich, dass ihn dorthin Paul Müller-Kaempff begleitete und dieser 1902 die anderen beiden Skizzen zeichnete (Z undat. 18 und 19, siehe Band II; S. 171). Auf diesen Zeichnungen ist der Katen 13, gelegen an der Trave, in Gothmund (Z. 18) und die Katen 13 bis 15 an der Trave gezeichnet (Z 19). Ich danke Herrn Heiko Jäckstein für die topografische Zuordnung der vier Zeichnungen von Müller-Kaempff.

## Künstler des 19. Jahrhunderts
- Carl Arp (1867–1913)
- Clarita Beyer (1864–1929)
- Georg Burmester (1864–1936)
- Andreas Dirks (1865–1922)
- Heinrich Eickmann (1870–1911)
- Ernst Eitner (1867–1955)
- Wilhelm Feldmann (1859–1932)
- Walter Haeckel (1868–1939)
- Sophus Hansen (1871–1959)

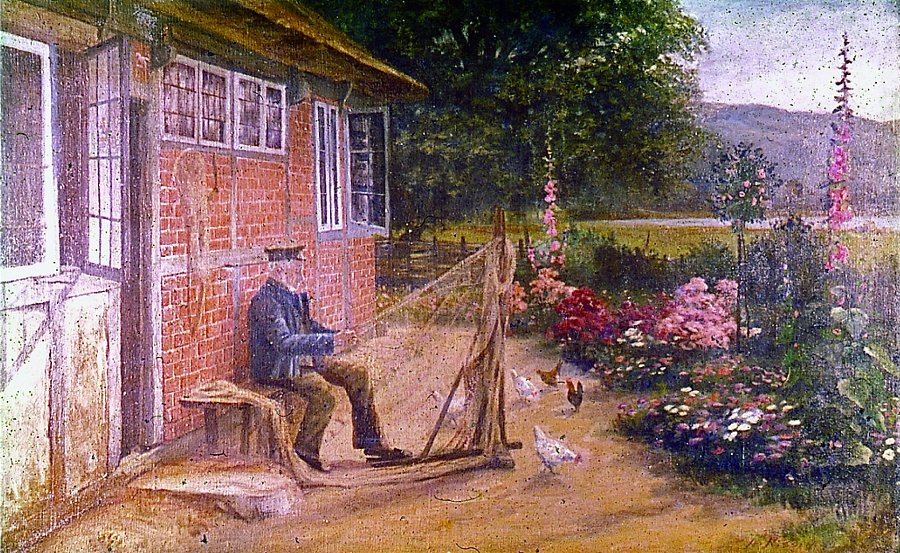
Anton Nissen: Netz flickender alter Fischer vor seinem Haus in Gothmund (1895)

- Johann Wilhelm Jürgens (1848–1906)
- Paul Müller-Kaempff (1861–1941)
- Carl Malchin (1838–1923)
- Anton Nissen (1866–1934)
- Ernst Ludwig Plaß (1855–1917)
- Karl Rettich (1841–1904)
- Christian Rohlfs (1849–1938)
- Carl Cowen Schirm (1852–1928)
- Suse Schmidt-Eschke (1872–1941)
- Gustav Schön (1832–1873)
- Karl Sondermann (1862–1926)
- Otto Ubbelohde (1867–1922)
- Friedrich Wachenhusen (1859–1925)
- Gustav Wendling (1862–1932)
- Max Wieczorek (1863–1955)

## Künstler des 20. Jahrhunderts
Im 20. Jahrhundert waren es überwiegend Studierende der Kunstschule Lübeck unter Leitung des Professors Willibald Leo von Lütgendorff-Leinburg (1856–1937), die sich in Gothmund und seiner Umgebung zum Malen und Zeichnen einfanden.
- Georg Fritz (1884–1967)
- Karl Gatermann d. Ä. (1883–1959)
- Heino Jaede (1876–1948)
- Eva Kausche-Kongsbak (1918–2010)
- Ernst Kolbe (1876–1945)
- Anna Kühl (1878–1951)
- Gottfried Lichtwald (1896–1974)
- Hans-Werner Matern (1906–1996)
- Hans Peters (1885–1978)
- Erik Pohl-Cammin (1911–1993)
- Wilhelm Schodde (1883–1951)
- Hildegard Schwartz (1891–1960)
- Leopold Thieme (1880–1963)
- Georg Wickert (1886–1940)
- Fritz Witt (1901–1994)

## Rezeption
Seit 2013 malt der in Lübeck lebende Künstler Heiko Jäckstein (* 1968) in Gothmund. Durch seine Arbeit und die Erzählungen der Fischer angeregt, erforscht er intensiv die Ursprünge und weitere Geschichte der Künstlerkolonie.